# Ilija Zavišić
Ilija Zavišić (* 10. Januar 1952 in Donji Milanovac) ist ein ehemaliger jugoslawischer Fußballspieler. Der Offensivspieler gewann mit Partizan Belgrad in den Jahren 1976 und 1978 die Meisterschaft in Jugoslawien. Er hat in 205 Ligaspielen 31 Tore erzielt. Von 1980 an spielte er dann bei Eintracht Braunschweig und absolvierte von 1981 bis 1984 für die Blau-Gelben 64 Spiele in der Fußball-Bundesliga, in denen er 13 Tore erzielte.

## Karriere
Seine fußballerische Laufbahn eröffnete Zavišić ab 1968 bei Hajduk Veljko Negotin in der 3. Liga und schloss sich zur Spielzeit 1971/72 Partizan Belgrad an. In seiner ersten Runde bei Partizan wurde er lediglich in zwei Meisterschaftsspielen eingesetzt und legte deshalb in der Runde 1972/73 eine Zwischenstation bei FK Bor ein, wo er mit 33 Ligaeinsätzen und fünf Toren den Beweis der Erstligafähigkeit erbrachte und mit dem Erstligaaufsteiger den 15. Tabellenplatz belegte. Zur Saison 1973/74 kehrte er wieder zu Partizan Belgrad zurück. Zavišić gewann 1976 und 1978 zwei Mal die jugoslawische Meisterschaft mit dem Team vom Stadion Partizana. Vom 24. Februar 1976 – Algerien (2:1) – bis 18. Mai 1978, einem 0:0 in Rom gegen Italien an der Seite von Mitspielern wie Torhüter Ivan Katalinić und Angreifer Ivica Šurjak, absolvierte der zumeist auf Rechtsaußen eingesetzte Zavišić neun Spiele in der jugoslawischen Nationalmannschaft.
Nach dem Bundesligaabstieg 1979/80 wurde bei Eintracht Braunschweig unter Trainer Uli Maslo versucht die Mannschaft zu verjüngen und trotzdem die Rückkehr in die Bundesliga zu erreichen. Nachdem Publikumsliebling Danilo Popivoda wegen einer Augenerkrankung zu Beginn der Zweitligasaison 1980/81 seine Fußballschuhe an den Nagel hängen musste, wurde für seine Position der jugoslawische Flügelstürmer Zavišić nachverpflichtet. Er debütierte am 11. Oktober 1980 bei einem 3:0-Heimerfolg gegen RW Oberhausen in der 2. Bundesliga und erzielte in der 73. Minute die 2:0-Führung. Der Mann von Partizan Belgrad bildete zumeist mit Ronald Worm (38 Spiele, 30 Tore) und dem vormaligen Amateurfußballer vom SuS Hüsten, Günter Keute, den Eintracht-Angriff. Drei Punkte hinter Meister Werder Bremen und einen Punkt vor Hertha BSC auf dem 3. Rang, erreichte Braunschweig die Vizemeisterschaft und damit die Chance über ein Entscheidungsspiel gegen den Südvizemeister Kickers Offenbach, die Rückkehr in die Bundesliga zu schaffen. Die beiden Spiele fanden am 5. und 10. Juni 1981 statt. In Offenbach unterlagen Zavišić und Kollegen mit 0:1, im Rückspiel setzten sie sich mit 2:0 durch und stiegen in die Bundesliga auf. In der 2. Bundesliga hatte der Belgrader 22 Ligaspiele bestritten und sechs Tore erzielt. Am 8. August 1981 debütierte er bei einer 2:4-Auswärtsniederlage beim Hamburger SV in der Bundesliga. Er hatte in der 6. Minute Braunschweig mit 1:0 in Führung gebracht. Sein letztes Bundesligaspiel absolvierte er 1983/84 am 5. Mai 1984 bei einem 0:0 bei Arminia Bielefeld. Er bildete dabei an der Seite von Peter Geyer den Eintracht-Angriff. Nach 64 Bundesligaspielen und 13 Toren wechselte er 1984 zu Rad Belgrad nach Jugoslawien, wo er 1986 seine Karriere beendete.